# Anne-Sophie Deval
Anne-Sophie Deval (* 5. Dezember 1989 in Frankreich; † 10. Juli 2006 in Paris) war eine französische Schauspielerin.
Anne-Sophie Deval war in Frankreich ein Kinderstar und in zahlreichen Theaterstücken sowie Fernseh- und Kinofilmen zu sehen. 
Im Oktober 2005 diagnostizierte man bei ihr Krebs, dessen Folgen sie im Juli 2006 im Alter von 16 Jahren erlag. Ihre Schwester war Jean-Charles Deval.

## Filmografie
- 1999: Parents à mi-temps: Chassés-croisés
- 2003: L’île atlantique
- 2005: Commissaire Cordier, Fernsehserie in der Folge Un crime parfait
- 2005: Prozac tango